# Карлаонц, Иоан
Иоан (Ион) Карлаонц (рум. Ioan (Ion) Carlaonț; 19 октября 1885, Микулешти, Олтения, Королевство Румыния — 6 февраля 1952, Аюд, Трансильвания, Румынская Народная Республика), известен также как Янку Карлаонц (рум. Iancu Carlaonț) — румынский военный, генерал королевской армии, участник Первой мировой войны и антикоммунистического повстанческого движения в РНР. Лидер вооружённого подполья MNRO в Олтении. Был арестован Секуритате, приговорён к пятнадцати годам заключения, скончался в тюрьме. После Румынской революции признан борцом против тоталитарного режима.

## Генерал-артиллерист
Родился в олтенской деревенской семье. В 1906 окончил военное артиллерийское училище в Бухаресте. Командовал артиллерийским дивизионом. В звании капитана, затем майора участвовал в Первой мировой войне.
После войны, в 1920, Иоан Карлаонц окончил высшее военное учебное заведение — Национальный университет обороны «Кароль I». Получил звание подполковника, служил комендантом артиллерийских ремонтных мастерских в Крайове. С 1926 полковник Карлаонц командовал артиллерийским полком, затем бригадой, возглавлял особое артиллерийское училище в Тимишоаре и общеармейский артиллерийский учебный центр.
В 1935 Иоан Карлаонц получил звание бригадного генерала. В 1937—1939 — командир 5-го артиллерийского корпуса, в 1939—1940 — командир 11-й пехотной дивизии в Слатине. 6 августа 1940 в звании генерал-майорауволен в запас, находился в распоряжении генерального штаба.

## Лидер антикоммунистического подполья

### Группа
Иоан Карлаонц был убеждённым правым националистом и монархистом. Политически ориентировался на Национал-цэрэнистскую партию Юлиу Маниу. Он враждебно отнёсся к правлению Румынской компартии (РКП) и советской оккупации. В 1945 генерал Карлаонц возглавил антикоммунистическое подпольное формирование — Национальное движение сопротивления Олтении (MNRO).
Организация имела выраженный военно-православный характер. Соратники генерала Карлаонца в основном были офицерами: полковник артиллерии Штефан Хэлэлэу, полковник сухопутных войск Петре Гргореску, полковник медицинской службы Георге Кэрэушу, майор кавалерии Лучиан Димитриу, второй лейтенант артиллерии Константин Грэдинару, второй лейтенант кавалерии Ремус Радина, второй лейтенант кавалерии Тибериу Цолеску. Состояли также студенты, в том числе поэт Серджиу Мандинеску и медик Раду Чучану, будущий известный историк и политик.
Генерал Карлаонц являлся политическим лидером MNRO, но в организационной части ведущую роль играли майор Димитриу и студент Чучану. Добыванием оружия, формированием ячеек, установлением связей с другими партизанскими отрядами занимался Чучану. Под руководством Димитриу действовало военное подполье в Крайове. Димитриу запланировал покушение на Георге Георгиу-Дежа. 6 марта 1948 ожидалось выступление лидера РКП на открытии крупного железнодорожного депо в Крайове. Исполнителя подпольщики решили избрать по жребию; застрелив на трибуне Георгиу-Дежа он должен был немедленно покончить с собой. Однако план оказался сорван — вместо Георгиу-Дежа прибыл Николае Гуинэ, не представлявший значимой мишени.
Тесно сотрудничал c MNRO иеромонах Герасим Иску, настоятель монастыря Тисмана. Монастырь являлся одним из организующих центров подполья. Активно действовали студенты, особенно Раду Чучану. Он пытался агитировать местных жителей: «Если работать с доярками, заговорщиков будут миллионы». К подпольщикам примкнул капитан Янку Робу — офицер милиции и Секуритате. В течение трёх лет он регулярно передавал подпольщикам служебные радиограммы.

### Действия
Основная деятельность MNRO состояла в организационном формировании подпольных ячеек. Каждый член организации обязан был за определённый период привести ещё нескольких человек. Имелось небольшое количество оружия, в основном советского производства. Велась агитация, совершались боевые акции, нападения на правительственные объекты в Калафате и Слатине.
Олтения граничит с Банатом, где действовали активные партизанские отряды Иона Уцэ, Спиру Блэнару, Петре Домашняну. Существуют основательное предположения о взаимодействии MNRO с этими формированиями, особенно Домашняну. Присутствие в MNRO генерала и ряда офицеров вдохновляло местных антикоммунистов. Несколько молодых членов MNRO участвовали в партизанских боях и погибли в перестрелках с Секуритате. Своего рода гимнами сопротивления становились стихи Мандинеску.
После советско-югославского раскола MNRO направила Ремуса Радину на переговоры в ФНРЮ. Миссия оказалась безрезультатной — югославские титоисты не собирались поддерживать антикоммунистическое подполье.
Управление Секуритате в Крайове возглавлял капитан Константин Оанкэ, бывший осведомитель Сигуранцы, известный своей жестокостью. Под его руководством активировалась сеть информаторов и уплотнилась слежка. Осенью 1948 Секуритате выявила военное подполье в Крайове. Были арестованы Карлаонц, Димитриу, Цолеску, Грэдинару, Кэрэушу, Хэлэлэу, Иску, Робу, Чучану, Мандинеску. Они подвергались пыткам и издевательствам, особенно жестоким было обращением с Робу. На следствии Оанкэ избивал допрашиваемых, пока Димитриу не скрутил его и не пригрозил выбросить из окна. Стойко держались и другие члены MNRO, в том числе те, кто попадали в тюрьмах в руки садиста Эуджена Цуркану.

## Смерть и память
На допросах Карлаонц признал себя лидером «подрывной террористической организации, действовавшей в целях свержения Румынской Народной Республики». 21 июня 1949 военный трибунал Крайовы приговорил Иоана Карлаонца к 15 годам заключения, 10 годам поражения в правах и штрафу в 10 тысяч леев.
Несколько лет Иоан Карлаонц провёл в различных тюрьмах Крайовы, Герлы, Сату-Маре, Жилавы, Аюда. Содержался в жёстких условиях, спать приходилось на цементе в камере без окон. Ему практически не оказывалась медицинская помощь. Скончался Иоан Карлаонц от туберкулёза в Аюдской тюрьме.
Иногда утверждается, будто тогда же, в 1952, умер младший брат Иоана Карлаонца Думитру Карлаонц, тоже генерал, репрессированный коммунистическим режимом. Такие сведения ошибочны: Карлаонц-младший несколько раз арестовывался по обвинению в военных преступлениях периода Второй мировой войны, но каждый раз освобождался досрочно и умер в 1970 в Бухаресте. Его участие в MNRO было скорее символическим, в связи с лидерством брата.
При коммунистическом режиме Иоан Карлаонц считался преступником. После Румынской революции 1989 отношение к нему изменилось. Его деятельность во второй половине 1940-х рассматривается как борьба против тоталитарной диктатуры. Большой вклад в восстановление исторической картины внёс Раду Чучану — отбывший пятнадцатилетнее заключение, после революции ставший почётным академиком, видным деятелем НЛП и «Великой Румынии», депутатом румынского парламента.